# Estación Las Palmas (Chile)
Las Palmas fue una estación del ferrocarril ubicada en la zona geográfica de Las Palmas que se halla dentro de la comuna de Petorca, en la región de Valparaíso de Chile. Fue parte del longitudinal norte, correspondiente al segmento entre la estación Cabildo y la estación Limáhuida, siendo parte del trayecto interior del longitudinal norte.
Ya en 1910 existían los planos de extensión desde Cabildo y su estación hasta Limáhuida y la estación homónima, junto con la extensión hasta Las Cañas y su estación homónima. La extensión fue entregada hasta Limáhuida en 1913.
Esta estación es parte del tramo con cremallera que partía desde la estación Palquico hacia el norte hasta llegar a la estación Socavón.
Operó con normalidad hasta mediados de la década de 1960. Solamente quedan restos de los cimientos de los andenes al costado de la carretera.